# American Contract Bridge League
De Amerikaanse Contract Bridge Liga (ACBL) is de grootste bridge-organisatie van Noord-Amerika. Het bevordert de beoefening van het kaartspel bridge in de Verenigde Staten, Mexico, Canada, en Bermuda. 
ACBL is een organisatie zonder winstbejag en werd opgericht in 1937. In 2005 waren er 160.000 leden en daarmee is zij de grootste Bridge Bond ter wereld. Leden van de ACBL ontvangen "The Bridge Bulletin magazine", maar voor velen van hen is de toekenning van meesterpunten de voornaamste reden van het lidmaatschap. Tijdens clubwedstrijden en toernooien, die onder de ACBL vallen, worden vooraf vastgestelde meesterpunten toegekend aan de hoogst-geëindigde spelers en deze worden binnen de ACBL geregistreerd. De meeste spelers zien het aantal veroverde meesterpunten als maat voor het succes bij het spel. In tegenstelling tot sommige andere rangorde systemen wordt het aantal gewonnen meesterpunten alleen maar toegevoegd. Het totaal aantal meesterpunten van een speler kan dus nooit dalen.
Drie keer per jaar, in de lente, de zomer, en de herfst, houdt de ACBL North American Bridge Championships (NABC). NABC duurt meer dan elf dagen en omvat vele verschillende evenementen. De locatie waar de NABC gehouden wordt, rouleert onder de belangrijkste Amerikaanse steden en er zijn duizenden deelnemers.